# کلسی کامینز
کلسی کامینز (به انگلیسی: Clessie Cummins) (زاده ۲۷ دسامبر ۱۸۸۸ - درگذشته ۱۷ اوت ۱۹۶۸) کارآفرین، مخترع و تعمیرکار خودرو آمریکایی بود، که در سال ۱۹۱۹ شرکت کامینز را تأسیس نمود.